# Buenaventura Codina y Augerolas

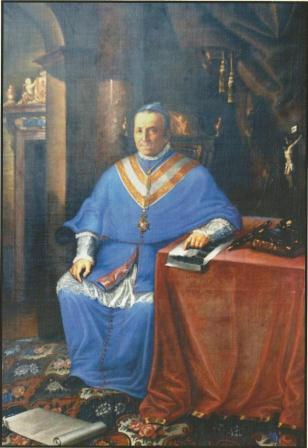
Buenaventura Codina y Augerolas.

Buenaventura Codina y Augerolas (Hostalrich (Gerona), 3 de junio de 1785-Las Palmas de Gran Canaria, 18 de noviembre de 1857). Obispo español.

## Biografía
Sacerdote de la Congregación de la Misión de San Vicente de Paúl, los llamados Padres Paules, se incorpora a la Comunidad de Badajoz en el año 1828. Cinco años más tarde, en 1833, se convierte en Superior de la Casa Central, lugar en el que se forman los nuevos sacerdotes, y tenían lugar numerosas tandas de ejercicios espirituales para seglares, sacerdotes y ordenandos.
El 24 de julio de 1834, tiene que hacer frente al estallido de las tristemente famosas matanzas de religiosos.
En el año 1841 llegó a ser Visitador Superior de la Congregación en España, preocupándose por la formación de los misiones. Propuesto por el Gobierno de Isabel II para ocupar el obispado de la Diócesis de Canarias, vacante tras el nombramiento de su antecesor, D. Judas Tadeo José Romo y Gamboa, como Arzobispo de Sevilla, llegando a Las Palmas de Gran Canaria, capital de su nueva diócesis, la cual, tras la creación de la otra diócesis canaria, la Diócesis Nivariense, estaba formada por la isla de Gran Canaria, Lanzarote y Fuerteventura, así como por los vecinos que habitaban el islote de La Graciosa, el 14 de marzo de 1848.
En la Diócesis Canariensis, el Obispo Codina debe hacer frente a la que, sin duda alguna, ha sido una de las más difíciles etapas en la vida de la Iglesia católica en España. Durante el siglo XIX se atraviesa por momentos delicados en las relaciones Iglesia-Estado, a lo que se añaden los graves problemas sociales de la época. En este entorno adverso, la figura del Obispo Codina se muestra firme y serena, exponiendo incluso su propia vida.
Reforma el Seminario Diocesana, nombrando rector al entonces cura ecónomo de Artenara, D. Pedro González. Hacia el final de su episcopado, encomienda la dirección de dicho seminario a los Padres Jesuitas, quienes llevan a la institución a ser considerada unas de los centros culturales y educativos principales de la región, llegando a contar con más de 50 alumnos..
De igual manera, acomete la reforma del Cabildo Catedral, el cual, si bien ya se encontraba mermado al momento de su llegada a Las Palmas de Gran Canaria, tras la epidemia de Cólora Morbo, hacia 1853, solo lo componía un canónigo, el Doctoral Graciliano Afonso.
Sus gestiones en la Corte consiguen recomponer el Capítulo, ocupándose todas las prebendas clérigos bien formados intelectual y pastoralmente, como lo fueron el Arcediano Rafael Monje o los hermanos Jacinto y Rafael Pantoja.
El hecho de ocupar la sede episcopal, no hizo que D. Buenaventura Codina dejara de lado su espíritu misionero, todo lo contrario. Ya, durante su viaje a Canarias se había hecho acompañar por D. Antonio María Claret y Clará, sacerdote del clero secular que sería beatificado en 1934, y canonizado en 1950 por el Papa Pío XII; con la intención de que desarrollara su labor misional en la diócesis, trabajos que comenzando el 20 de marzo de 1848 en la Catedral de Canarias, y que se vieron respaldados, siempre, por la labor del propio Obispo Condina, quien colaboraba con él en las explicaciones de la doctrina cristiana e impartiendo el sacramento de la penitencia.

Durante el mes de junio de 1851, se declara en Las Palmas de Gran Canaria una epidemia de "cólera morbo" que al parecer había sido importada desde la isla de Cuba, epidemia que se hace oficial el día 8 de ese mismo mes, provocando la huida de gran parte de la población, así como de las autoridades civiles, militares y judiciales hacia los pueblos del interior de la isla de Gran Canaria.

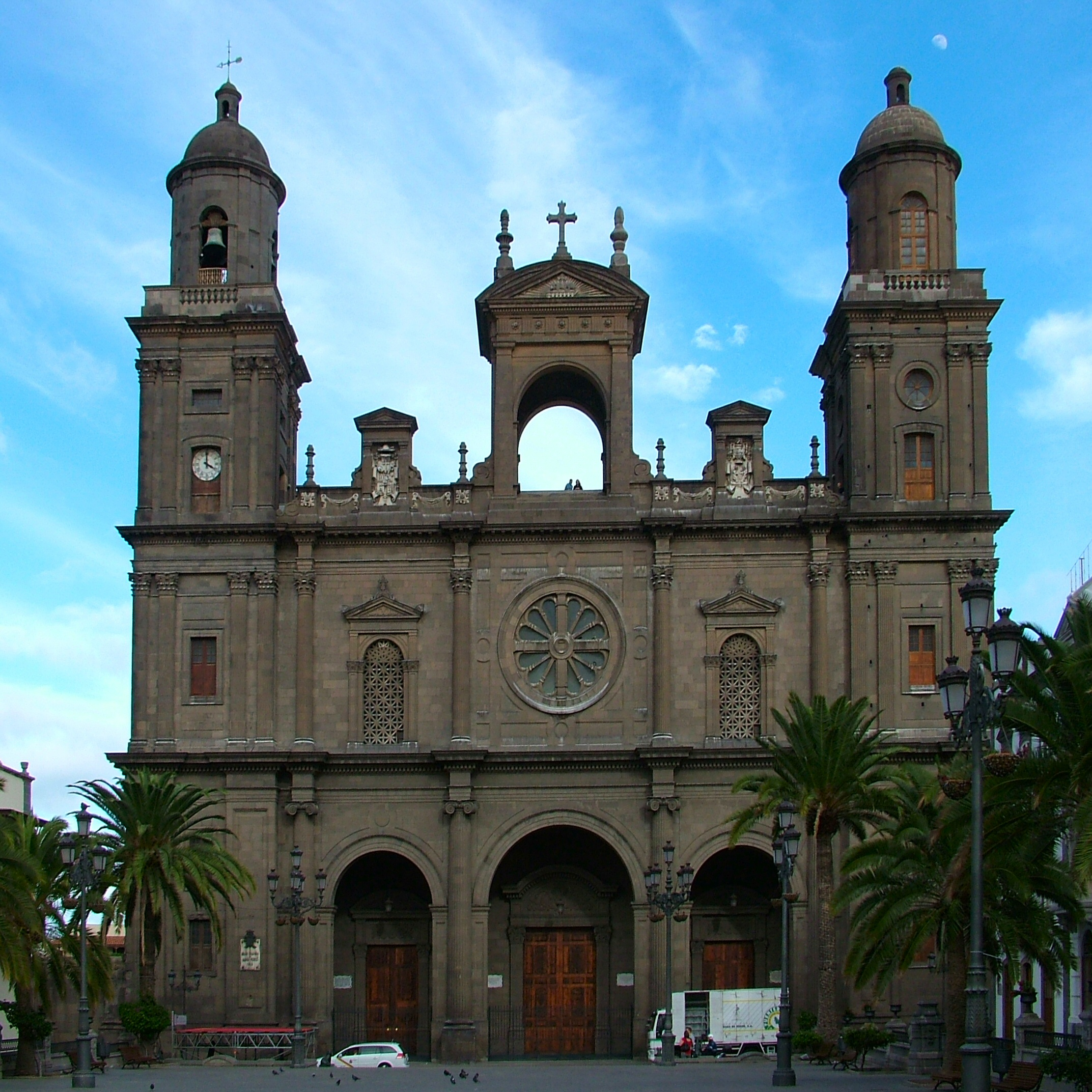
Catedral de Canarias, Diócesis de Canarias.

El Obispo Codina se pone al frente del clero de la capital grancanaria, distribuyendo la Unción de Enfermos por todos los barrios de la ciudad. Fallecidos varios capellanes del Hospital de San Martín, él mismo decide sustituirles, pasando todo el día ejerciendo, además, como enfermero.
Por fin, el 9 de agosto se da por terminada la epidemia, quedando la población de Las Palmas reducida a la mitad, y ocasionando una grave miseria, siendo tan grande la necesidad de alimentos que el hambre comenzaba a hacer estragos. Para hacer frente a esta nueva plaga, D. Buenaventura nombra una Junta de la que, aunque ya era el máximo sostén del hospital; se constituye como primer benefactor.
Su entrega a los más necesitados fue tan lejos, que cuando le fue concedida la gran cruz de la Orden de Isabel la Católica por parte del Gobierno de Isabel II, se lamentó diciendo que "ese dinero estaría mejor empleado en los pobres de su obispado", manifestándose satisfecho al llevar al cuello su cruz de madera.
La desgracia le sobrevino durante los últimos años de su vida. Al parecer, según su cronista, el Padre Etienne, Superior de su Congregación, le notificó la expulsión de la misma alegando como motivo el no haberle notificado su nombramiento como Obispo, y haberse consagrado sin su autorización. Codina le responde mediante carta que, aunque había renunciado por tres veces consecutivas al obispado, el Papa había hecho uso del precepto de obediencia obligándolo a aceptar. Finalmente, y como consecuencia de un accidente sufrido en la parroquia de Tafira, se le declaró una hidropesía que le llevó a la muerte el 18 de noviembre de 1857.
En 1978 se procedió a la exhumación de sus restos mortales, los cuales habían sido sepultados en la cripta de la Catedral de Canarias ciento veinte años antes. Su cuerpo se mostró incorrupto, vestido de manera muy austera, y llevando al cuello aquel sencillo crucifijo que había preferido al otro, más rico, que le había ofrecido la Reina Isabel II.
Hoy se exhibe en la Capilla de Ntra. Sra. de Los Dolores de la Catedral de Canarias.
Su espíritu queda patente en las palabras que dirigiera en 1851 al Ministro Bravo Murillo:
Desde mi instalación en este Obispado no he perdonado trabajo alguno para introducir reformas saludables en la moral pública y privada. Mucho se ha conseguido por la gracia de Dios, por medio de la predicación que he ejercido continua mente. Esta Iglesia, la más pobre, es la esposa que por voluntad de Dios se me ha dado. La cuidaré mientras pueda. Y cuando no, solicitaré un retiro para acabar mis días en paz y prepararme para dar buena cuenta, cuando sea presentado ante el tribunal de Nuestro Señor Jesucristo
Hoy, continúa abierta la causa de su beatificación.
| Predecesor: Judas Tadeo José Romo y Gamboa | Obispo de la Diócesis de Canarias 1847-1857 | Sucesor: Fray Joaquín Lluch y Garriga |